# Білозірка (Миколаївський район)
Білозірка (до 1922 року Засілля, у 1922 — 2016 роках — Бармашо́ве) — село в Україні, у Первомайській селищній громаді Миколаївського району Миколаївської області. Населення становить 1 тисяча осіб.

## Історія
Засноване 1812 року селянами-переселенцями з Білорусі.
Станом на 1886 рік у селі, центрі Засельської волості Херсонського повіту Херсонської губернії, мешкало 1819 осіб, налічувалось 335 дворових господарств, існували православна церква, земська станція та 2 лавки.
1922 року село здобуло назву Бармашове, на честь місцевої радянської активістки Ф. М. Бармашової, вбитої 1922 року.
12 травня 2016 року село перейменоване на Білозірку.
До 2020 року орган місцевого самоврядування — Білозірська сільська рада.

## Населення
Згідно з переписом УРСР 1989 року чисельність наявного населення села становила 1928 осіб, з яких 862 чоловіки та 1066 жінок.
За переписом населення України 2001 року в селі мешкало 1755 осіб.

### Мова
Розподіл населення за рідною мовою за даними перепису 2001 року:
| Мова       | Відсоток |
| ---------- | -------- |
| російська  | 52,19 %  |
| українська | 47,47 %  |
| молдовська | 0,17 %   |
| білоруська | 0,11 %   |
| румунська  | 0,06 %   |

## Відомі люди
- Блінцов Володимир Степанович (1948) — фахівець у галузі підводних технологій, доктор технічних наук, професор, заслужений діяч науки і техники України, лауреат державної премії України в галузі науки і техніки.
- Бутков Леонтій Анисифорович (1907 — 1975) — радянський військовик часів Другої світової війни, гвардії старший лейтенант, Герой Радянського Союзу.
- Решетньов Михайло Федорович (1924—1996) — радянський і російський вчений, конструктор, один з основоположників радянської космонавтики. Академік АН СРСР/Російської академії наук, доктор технічних наук, професор.
- Рідзевський Андрій Сергійович (1999—2024) — молодший лейтенант Збройних сил України, учасник російсько-української війни.
- Тищенко Георгій Пилипович (нар. 1921) — український актор, народний артист УРСР.
- Ярков Олександр Іванович — солдат Збройних сил України, учасник російсько-української війни.